# You Can’t Do That
A You Can't Do That egy dal amelyet John Lennon írt (Lennon–McCartney szerzeményként hivatkoznak rá), és az angol rockzenekar, a The Beatles adta ki hatodik brit kislemezük, a Can’t Buy Me Love B-oldalaként. Később megjelent a harmadik brit albumukon, az 1964-es A Hard Day's Night-on. A dal élőben előadott változata a 2016-ban újra kiadott a The Beatles at Hollywood Bowl albumon is megtalálható.

## A dal szerkezete
"Ez Lennon egyik félig önéletrajzi ihletésű dala, a "You Can't Do That" "ellentmondott a zseniális hangnemnek feszült fenyegetéseivel, szexuális paranoiájával és zsémbes, vontatott groove-jával" - írta Robert Sandall. A dal féltékenységi témáját más Lennon-kompozíciókban is felfedezhető, mint például a Run for Your Life és a Jealous Guy esetében. Az akkor még viszonylag ismeretlen Wilson Pickett hatására a tizenkét ütemes blues-formában gyökerezik, Lennon pedig egy diszharmonikus éles 9-et (F) vezet be a D7-es akkordban, határozottan hangsúlyozva, hogy „…I told you before…”, majd megnyomja ezt a hangot. az elkeseredett "Oh!" mielőtt a dal G kulcsára oldott volna fel. Lennon gitárszólót is komponált, amelyet eljátszott. A mű tükrözte Lennon szerelmét a kemény élű amerikai R&B iránt – "egy tehéncsengő négyes a bárban, az akkord pedig chatoong!" ahogy ő fogalmazott.
Tom Petty, a Rolling Stone újságírója szerint George Harrison írta az kezdő és befejező gitárriffet a stúdióban. Amikor Petty megkérdezte, hogyan jutott eszébe, Harrison felidézte: „Épp ott álltam [a stúdióban], és azt gondoltam: 'Meg kell tennem valamit!".
Mire az Egy nehéz nap éjszakája forgatása elkezdődött, Richard Lester filmrendezőnek szüksége volt a Beatles-re, hogy eredeti anyagot biztosítson számára a gyártás előtt; és a You Can't Do That című dalt a Scala Theatre fellépés részévé választották a filmben, de kikerült a végső vágásból a I'll Cry Instead és az I Call Your Name című dalokkal együtt. A dal kilenc felvételt vett igénybe, és a következő kislemezük A-oldalára készült, amíg McCartney meg nem írta a Can't Buy Me Love-ot.

## Rögzítése és megjelenése
A dalt 1964. február 25-én, kedden vették fel a londoni EMI Stúdióban. Az Anthology 1 válogatásalbum egy korai felvételt tartalmaz, útmutató énekhanggal kiegészítve. Ez volt az első dal, amely a filmforgatás előtti héten készült el, habár az I Should Have Known Better és az And I Love Her is ugyanazon napon került rögzítésre.
Amikor George Harrison New Yorkban járt a The Ed Sullivan Show-ban, egy Rickenbacker 360 Deluxe elektromos, 12 húros gitárral ajándékozták meg (akkori, 1964-es árfolyamon) 900 amerikai dollár értékben. Ezzel a gitárral csak a második dalt rögzítette, de így is megadta annak jellegzetes csengő hangját.
A dal először a Can't Buy Me Love kislemez B-oldalaként jelent 1964. március 16-án az Amerikai Egyesült Államokban a Capitol Records gondozásában, majd 1964. március 20-án az Egyesült Királyságban a Parlophone kiadó jóvoltából. Ez volt a The Beatles hetedik amerikai és a hatodik brit kislemeze. Később felkerült az A Hard Day's Night albumra az Egyesült Királyságban, és a The Beatles' Second Album-ra az Egyesült Államokban.
A Beatlest a dal rögzítése után forgatta az Egy nehéz nap éjszakája film utolsó koncertsorozatához tartozó részletként is felhasználták. A felvétel 1964. március 31.-én zajlott a londoni Scala Theatre-ban, de nem használták fel a végső változatban. A The Ed Sullivan Show-ban azonban május 24-én előadták és leadták. Az előadás szerepel a The Making of A Hard Day's Night című dokumentumfilmben.
A Beatles 1964-ben négyszer vette fel a You Can't Do That című dalt a BBC Radioban. Abban az évben az együttes koncertjeinek repertoárjába is bekerült, és a második dal volt a setlistjük-ben – a Twist And Shout után –az ausztrál és észak-amerikai turnékon.
Mark Lewisohn The Beatles Recording Sessions című könyve szerint George Martin 1964. május 22.-én újrakevert egy zongorajátékot a 9. felvételre, látszólag ennek a dalnak az albumverziójához, de soha nem használták fel.

## Közreműködött
Ian MacDonald szerint:
- John Lennon – ének, szólógitár
- Paul McCartney – vokál, basszusgitár, kolomp
- George Harrison – vokál, ritmusgitár
- Ringo Starr – dob, konga

## Helyezések
| Ország                | Helyezés (1964) |
| --------------------- | --------------- |
| Kanada RPM Top 100    | 33              |
| Amerika Billboard 100 | 48              |

## Fordítás
- Ez a szócikk részben vagy egészben  a   You Can't Do That című angol Wikipédia-szócikk fordításán alapul.  Az eredeti cikk szerkesztőit annak laptörténete sorolja fel. Ez a jelzés csupán a megfogalmazás eredetét és a szerzői jogokat jelzi, nem szolgál a cikkben szereplő információk forrásmegjelöléseként.